# Coatecas Altas
Coatecas Altas è un comune del Messico, situato nello stato di Oaxaca.